# Pseudorca
Genre
Synonymes
- Neoorca Gray, 1871

Pseudorca est un genre de cétacés odontocètes de la famille des Delphinidae. Il ne comprend qu'une seule espèce actuelle : la Fausse orque (Pseudorca crassidens).

## Aire de répartition

Carte de l'aire de répartition de la Fausse orque :
zones d'origines ;
zones où il est inexistant.

La Fausse orque se rencontre dans tous les océans, bien que ne fréquentant rarement les océans glacials, la mer Méditerranée ou la mer Baltique. L'espèce fossile Pseudorca yokoyamai a été découverte au Japon durant le Pliocène jusqu'au Pléistocène.

## Taxinomie
Ce genre a été décrit pour la première fois en 1862 par le zoologiste danois Johannes Theodor Reinhardt (1816-1882). Il a pour synonyme Neoorca, auquel est parfois ajouté Neorca,.
La seule espèce actuelle du genre étant la Fausse orque, Pseudorca est traditionnellement considéré comme étant un genre monospécifique, mais il comprend aussi une espèce fossile : Pseudorca yokoyamai.

### Liste des espèces
L'espèce actuelle selon Catalogue of Life (18 décembre 2013), ITIS (18 décembre 2013), Mammal Species of the World (version 3, 2005)  (18 décembre 2013) et NCBI (18 décembre 2013) est :
- Pseudorca crassidens (Owen, 1846) - Fausse orque.

L'espèce actuelle et éteinte selon Paleobiology Database (18 décembre 2013) sont :
- Pseudorca crassidens (Owen, 1846) - Fausse orque ;
- † Pseudorca yokoyamai Matsumoto, 1926.

### Protologue
- (da) Johannes Theodor Reinhardt, « Oversigt over det Kongelige danske Videnskabernes Selskabs Forhandlinger », Kongelige Danske videnskabernes selskab,‎ 1862, p. 151 (lire en ligne, consulté le 18 décembre 2013).